# Ludwig Ganglbauer
Ludwig Ganglbauer (Viena, 1 de octubre de 1856; † Pressbaum, 5 de junio de 1912) fue un entomólogo austriaco especializado en coleópteros. Junto con Edmund Reitter, fue fundador de la revista de entomología Wiener Entomologische Zeitung.
Ganglbauer se interesó por los insectos desde su infancia. Fue educado en el Schottengymnasium de Viena, obtuvo más tarde un certificado de profesor de la Universidad de Viena y luego enseñó en la escuela secundaria durante algunos años. Posteriormente aceptó un trabajo en el Wiener Hofmuseum, que ahora es el Museo de Historia Natural de Viena.

## Vida
Ludwig Ganglbauer nació de Franz (1823-1874) un alto funcionario fiscal de origen rural de Schiedlberg en la Alta Austria. Su tío Cölestin Josef Ganglbauer fue abad en la cercana Kremsmünster y, desde 1881, cardenal en Viena. A pesar de que su padre le impulsaba a estudiar leyes, al fallecer, Ludwig pudo continuar sus tempranos intereses biológicos durante sus estudios en la Universidad de Viena, completando una carrera en Zoología sin doctorado. Aprobó el examen de enseñanza en 1878 y comenzó a enseñar en la escuela secundaria académica a la que había asistido anteriormente. Dos años más tarde se convirtió en asistente de Ludwig Redtenbacher († 1876) en el Gabinete de Historia Natural de la Corte Imperial y Real, sucediendo al curador Friedrich Moritz Brauer. En 1883 se casó con Eugenie Starke y del matrimonio tuvo un hijo. En 1893 se convirtió en curador de la colección zoológica del Museo de Historia Natural, que ya estaba terminada (1889), y cuya colección de escarabajos reunió reconocimiento mundial mediante viajes de recolección (especialmente para el Paleártico).
En 1906 se convirtió en director de la colección zoológica, una posición que, como en tantos casos similares, tuvo un efecto desastroso: un científico natural dedicado al mundo natural fue aplastado por el cargo oficial y sus obligaciones administrativas. Como resultado de la sobrecarga constante, Ganglbauer desarrolló trastornos del pensamiento y lagunas en la memoria. En 1910 enfermó de cáncer de colon y murió a la edad de 55 años en Rekawinkel, donde había estado "escapando" durante mucho tiempo del museo para poder completar en paz la obra de su vida: Los "Escarabajos de Europa Central" posiblemente como pensionista. Está enterrado en Dürrwien . En 1908 fue elegido miembro del gobierno y miembro correspondiente de la Academia de Ciencias de Viena. Su sucesor como responsable de la colección de escarabajos del museo fue su empleado Karl Holdhaus (1883-1975).

## Profesión
Edmund Reitter reconoció desde el principio las excelentes capacidades de Ganglbauer en el campo de la coleopterología y encontró en él un colega para toda la vida. Inicialmente, Ganglbauer tenía en mente una fauna de escarabajos en Austria (siguiendo el volumen “Coleoptera austriaca” de L. Redtenbacher), pero pronto se dio cuenta de que tal fauna sería posible durante años gracias a las tablas de identificación de Reitter (que finalmente culminaron en su “Fauna germanica: Coleoptera”) también era superflua. Así surgió el plan para el trabajo “Los escarabajos de Europa Central”, que se centraba menos en la sistemática de las especies y más en los taxones superiores y sus relaciones naturales, como resultado de un verdadero “árbol genealógico” requerido por Darwin y especialmente por Haeckel. Ganglbauer hizo un excelente resumen en el campo de la filogenética, aunque más tarde se descubrió que había sobreestimado la importancia de un complejo de caracteres como, por ejemplo, las venas de las alas. Por ejemplo, hizo la división fundamental de los escarabajos en Adephaga y Polyphaga (1903). Siempre interesado por la bionomía (ecología) de sus escarabajos, muchas veces lamentó no poder profundizar mucho más en las expresiones y condiciones de vida de estos insectos.
Lo característico de Ganglbauer fue su rápida familiarización con la taxonomía del grupo tratado, de modo que publicó -como "productos secundarios" de su investigación- casi doscientos artículos individuales, la mayoría de ellos en la revista "Wiener Entomologischen Zeitung". Sin embargo, cuando se dio cuenta de que no podría alcanzar el objetivo que se había propuesto debido a la abundancia de material (en Europa Central viven unas 8.000 especies), finalmente confió el procesamiento de cada taxón a colegas de confianza. Sin embargo, tuvo que dejar inacabados sus “Escarabajos de Europa Central”.

## Trabajo principal
Los escarabajos de Europa Central. – Incluye los escarabajos del Imperio austrohúngaro, Alemania, Suiza y las regiones alpinas francesa e italiana: 1892-1904. La obra estaba prevista en 6 o 7 volúmenes y culmino en cuatro. Su taxonomía fue similar a la usada por John Eatton Le Conte con algunas actualizaciones incluyendo elevar el rango de Adephaga y consolidando a otros géneros. La Primera Guerra Mundial hizo imposible su culminación.
- I. Volumen. Serie familiar Caraboidea, 557 páginas, 55 figuras de texto. 1892.
- II. Cinta. Serie familiar Staphylinoiäea, 1. Parte, 880 páginas, 38 figuras de texto. 1895. - Junto con los Cerambycidae, los estafilinoides fueron el objeto de estudio “preferido” de Ganglbauer.
- III. Cinta. Serie familiar Staphylinoidea, 2. Serie parcial y familiar Clavicornia. 1046 páginas, 46 figuras de texto. 1899.
- IV. Volumen, primera mitad. Dermestidae, Byrrhidae, Nosodendridae, Georyssidae, Dryopidae, Heteroceridae, Hydrophilidae. 286 páginas, 12 figuras de texto. 1904.